# Utricularia babui
Utricularia babui este o specie de plante carnivore din genul Utricularia, familia Lentibulariaceae, ordinul Lamiales, descrisă de S.R.Yadav, Sardesai și Amp; S.P.Gaikwad. Conform Catalogue of Life specia Utricularia babui nu are subspecii cunoscute.

## Galerie

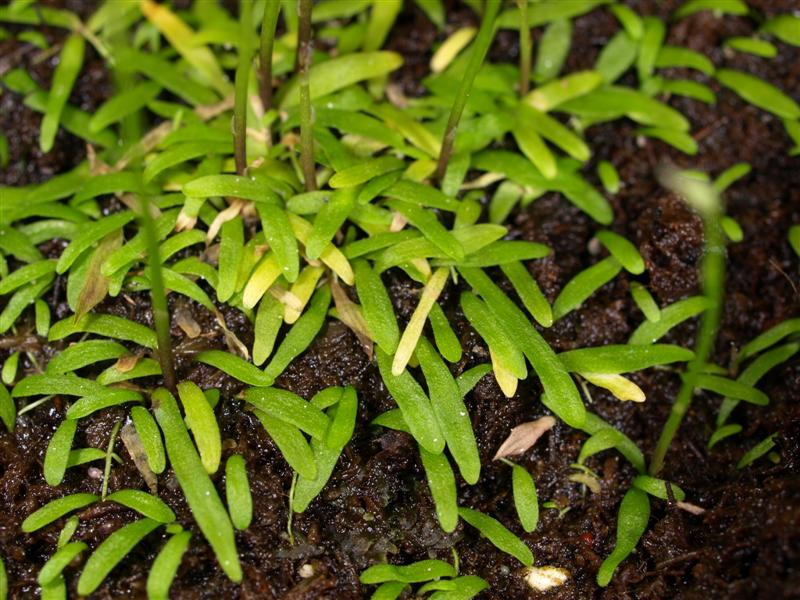